# 泛美安全區
泛美安全區（Pan-American Security Zone）是指第二次世界大戰期間，美國總統富兰克林·德拉诺·罗斯福於大西洋劃設範圍的地區，在此地區中美國海軍將護送船團前往歐洲。這個安全區的存在很大程度上幫助了英國在大西洋海戰中的實力。1939年10月，美國與中南美洲國家共同發表了《巴拿馬宣言》，將沿海岸300至1000海浬的範圍劃為安全區，這個舉動實際上違反了美國所一直秉持的中立原則。雖然納粹德國海軍人員相當不滿，但因為希特勒明示不可攻擊美國船隻而沒有引發熱戰。
1941年4月18日，羅斯福延長了泛美安全區，以紐約東經26度以西，延長到2300海浬。這個安全區一直保持到德國對美國宣戰後，才開始在其中進行熱戰。